# Тлустенський повіт
Тлустенський повіт — адміністративна одиниця Чортківського округу коронного краю Королівство Галичини та Володимирії у складі Австрійської імперії.
Повіт утворено в середині 1850-х років. Існував до адміністративної реформи 1867 року.
Кількість будинків — 4877  (1866)
Староста (Bezirk Vorsteher): Йозеф Попкевич  (Josef Popkiewicz)
Громади (гміни): Устечко (містечко), Тлусте (містечко), Іванє, Торське, Гинківці, Бересток, Харланівці, Угринківці, Блищанка, Монастирок, Більче і Доброкіл, Мушкарів, Мишків з Теклівкою, Олексинці, Шершепинці (?), Шипівці, Лісовці, Капустинці, Мілівці, Ангелівка, Рожанівка, Тлусте (село), Головчинці, Каролівка, Ворвулинці, Слоне (?), Нагіряни, Нирків, Червоногород, Шульраминці.
1867 року після адміністративної реформи повіт увійшов до складу Заліщицького повіту.